# Белялов, Умар Белялович
Ума́р Беля́лович Беля́лов (10 июля 1922, Пица, Сергачский район — 23 августа 1996, Казань) — советский и российский историк, доктор исторических наук (1979), профессор (1980), заслуженный деятель науки ТАССР (1982) и РСФСР (1988).

## Биография
Родился 10 июля 1922 г. в селе Пица Сергачского уезда Нижегородской губернии.
1940 г. — окончил педагогический техникум в Кзыл-Октябрьском районе Горьковской области.
1940—1946 гг. — служил в Красной Армии. 1942 г. — окончил Дальневосточное артиллерийское училище.
1942—1946 гг. — служил в зенитно-артиллерийском полку в должностях командира взвода управления, огневого взвода и командира батареи.
В 1950 г. окончил Московский юридический институт.
1950—1953 гг. — преподаватель, замдиректора, директор Казанской юридической школы.
1953—1954 гг. — слушатель курсов подготовки преподавателей общественных наук при Казанском государственном университете.
1954—1956 гг. — инструктор отдела науки и культуры Татарского обкома КПСС.
1956—1959 гг. — старший преподаватель кафедры марксизма-ленинизма Казанского педагогического института.
1959—1979 гг. — преподаватель, доцент кафедры истории КПСС Казанского государственного университета имени В. И. Ленина.
1962 г. — окончил аспирантуру кафедры истории КПСС Московского государственного университета и защитил диссертацию на соискание ученой степени кандидата исторических наук.
1979—1989 гг. — зав. кафедрой истории КПСС Казанского химико-технологического института им. С. М. Кирова. 1989—1992 гг. — профессор той же кафедры, 1992—1996 гг. — профессор кафедры политической истории и социологии (затем — кафедры государственного управления, истории и социологии).
Занимался исследованием истории социально-экономического развития Татарской, Чувашской и Марийской АССР, развития промышленности Казанской губернии, в том числе — химической промышленности, проблем индустриализации автономий Поволжья и Приуралья в годы довоенных пятилеток. Автор более 170 научных и научно-методических трудов, 14 монографий и 5 документальных сборников. Подготовлено 6 докторов и 29 кандидатов наук .
Член Вахитовского райкома КПСС (1983—1988), партбюро  и ученого совета КХТИ им. С. М. Кирова, специализированного совета по защите диссертаций при КГУ им. В. И. Ленина, научного совета Центрального государственного архива ТАССР и объединения Республиканских государственных музеев, председатель районного правления общества «Знание».
Скончался 23 августа 1996 г. в Казани.

## Научные интересы
Проблемы истории развития промышленности и рабочего класса национальных республик Среднего Поволжья и Приуралья, революционная и трудовая героика советского народа.

## Награды
Награждён орденом Отечественной войны II степени, 5 боевыми медалями СССР. Занесен в Книгу Почета общества «Знание» ТАССР (1988).

## Известные адреса
- Казань, улица Качалова, дом 78.[1]

## Труды
- Начало социалистических преобразований в экономике Казанской губернии. (Октябрь 1917 — август 1918 г.). Казань: Изд-во Казан. ун-та, 1961. 54 с.
- Руководство партийной организации Татарии хозяйственным строительством в первые годы Советской власти: октябрь 1917—1920 годы: дис. … канд. исторических наук: 07.00.00. М., 1962. 321 с.
- Руководство хозяйственным строительством в Татарии в годы гражданской войны. (1918—1920). Казань: Изд-во Казан. ун-та, 1963. 210 с.
- Индустриализация Татарской АССР. 1926—1941 : [сборник] / [Главное архивное управление при Совете Министров СССР и др.]; под редакцией Н. А. Андрианова [и др. ; составители: У. Б. Белялов и др.]. — Казань: Таткнигоиздат, 1968. — 607 с.
- О некоторых чертах индустриального развития Татарии в период строительства социализма в СССР // История СССР. 1972. № 2. С.24-37.
- Руководство Коммунистической партии социалистической индустриализацией в национальных республиках Среднего Поволжья (1926—1940 гг.). Казань: Изд-во Казан. ун-та, 1978. 389 с.
- Развитие социалистического соревнования в промышленности автономных республик Среднего Поволжья в период довоенных пятилеток (1928—1940 гг.) // История СССР. 1979. № 5. С.147-162.
- Руководство Коммунистической партии социалистической индустриализацией в национальных республиках Среднего Поволжья, 1926—1940 гг.: дис…. доктора ист. наук: 07.00.01. Казань, 1979. 445 с.
- Герои Социалистического Труда Татарии (1938—1978 гг.): Докум. очерки / [Сост. У. Б. Белялов и др.]. — Казань: Татар. кн. изд-во, 1980. — 383 с.
- Плечо наставника: [Очерк об аппаратчице Казан. произв. об-ния «Орган. синтез» Л. Е. Смирновой]. М.: Химия, 1982. 43 с.
- Научно-технический прогресс в промышленности и повышение профессионального уровня рабочего класса автономных республик Поволжья в 60-80 годы // История СССР. 1985. № 5. С.3-21.
- Не забыть нам Пицу родную: (Очерк истории деревни Пица и колхоза им. Нариманова Сергачев. р-на Нижегор. обл.) / У. Б. Белялов; Казан. гос. технол. ун-т. Казань: Элко, 1995. 280,[1] с., [20] л. ил.; 22 см; ISBN 5-87513-007-5